# Shezhu (köpinghuvudort i Kina, Jiangsu Sheng, lat 31,32, long 119,31)
Shezhu (kinesiska: 社渚) är en köpinghuvudort i Kina. Den ligger i provinsen Jiangsu, i den östra delen av landet, omkring 96 kilometer sydost om provinshuvudstaden Nanjing. Antalet invånare är 63 393. Befolkningen består av 32 347 kvinnor och 31 046 män. Barn under 15 år utgör 12,0 %, vuxna 15-64 år 74 %, och äldre över 65 år 13,0 %.
Runt Shezhu är det ganska tätbefolkat, med 222 invånare per kvadratkilometer. Shezhu är det största samhället i trakten. Trakten runt Shezhu består till största delen av jordbruksmark.
Genomsnittlig årsnederbörd är 1 538 millimeter. Den regnigaste månaden är juli, med i genomsnitt 254 mm nederbörd, och den torraste är december, med 48 mm nederbörd.